# Yazan Al-Naimat
Yazan Abdallah Ayed Al-Naimat (arab. يزن عبد الله عايد نعيمات; ur. 4 czerwca 1999 w Wadi as-Sir) – jordański piłkarz grający na pozycji napastnika w klubie Al Ahli Ad-Dauha oraz reprezentacji Jordanii. Srebrny medalista Pucharu Azji 2023.

## Kariera
Yazan Al-Naimat jest wychowankiem jordańskiego klubu Sahab SC. W sezonie 2021 został drugim najlepszym strzelcem ligi. W 2022 przeniósł się do katarskiego Al Ahli Ad-Dauha.
W reprezentacji Jordanii zadebiutował 1 lutego 2021 w meczu z Tadżykistanem. Pierwszą bramkę w kadrze zdobył 30 marca tego samego roku w starciu z Bahrajnem. Został powołany na Puchar Azji 2023. Turniej te zakończył się historycznym sukcesem dla Jordanii. Drużyna zdobyła srebrny medal, a sam Al-Naimat, z 4 bramkami na koncie, został najlepszym strzelcem swojej drużyny. Strzelił gola m.in. w przegranym 1:3 finale z Katarem.